# Vazante (kommun)
Vazante är en kommun i Brasilien.   Den ligger i delstaten Minas Gerais, i den sydöstra delen av landet, 250 km sydost om huvudstaden Brasília. Antalet invånare är 19 721.
Följande samhällen finns i Vazante:
- Vazante

Omgivningarna runt Vazante är huvudsakligen savann. Runt Vazante är det glesbefolkat, med 11 invånare per kvadratkilometer.